# Ла Вила (Торино)
Ла Вила је насеље у Италији у округу Торино, региону Пијемонт.
Према процени из 2011. у насељу је живело 400 становника. Насеље се налази на надморској висини од 628 м.